# Scytalopus parvirostris
Scytalopus parvirostris е вид птица от семейство Rhinocryptidae.

## Разпространение
Видът е разпространен в Боливия и Перу.